# Рабия-хатун (дочь Айюба)
Ас-Ситт ас-Салиха Рабия-хатун (ок. 1165 - ум. 1245/46) — сестра султана Египта Салах ад-Дина и жена эмира Эрбиля Кёкбори.

## Биография
Рабия-хатун родилась около 1165 года и была дочерью и младшим ребёнком Неджмеддина Айюба. В семье было много детей. Среди её братьев были Салах ад-Дин и аль-Адиль. По словам Ибн Халликана, первым её мужем был Саадеддин Месуд. Он был сыном Муинуддина Унура, хозяином замка Муинеддин, принадлежавшего ранее его отцу, в провинции аль-Гаур (долина реки Иордан в Сирийской низменности) и одним из важнейших сторонников Салах ад-Дина среди эмиров Сирии. Этот брак состоялся не ранее 1180 года. В 1185 году Месуд умер.
В том же 1185 году Салах ад-Дин отдал её в жены своему военачальнику Кёкбори в знак признания заслуг того в борьбе против крестоносцев. В этом браке родились две дочери, которых Кёкбори отдал замуж за двух сыновей атабека Мосула Арслан-шаха I.
После смерти в 1232/33 году Кёкбори она переехала в Дамаск и жила  в доме своего отца аль-Акики до конца жизни (Ахмед аш-Шериф аль-Акики — умерший около 978 года знатный  дамаскинец, которому ему принадлежали дом и хаммам у западного входа мечети Омейядов, по его имени владение было известно до середины XIX века). Она общалась с учёными, у неё на службе была женщина-учёный Амат аль-Латиф, дочь ханбалита ан-Насиха. По совету Амат Рабиа Хатун построила медресе аль-Сахибия у подножия Джебель-Касиюн и передать в дар ханбалитам. Известно, что она присутствовала на инаугурационной лекции в этот медресе, прочитанной Абд ар-Рахманом аль-Ханбали в мае 1231 года ещё до окончательного завершения строительства.
Рабия-хатун умерла в декабре-январе 1245/46 года. По словам Ибн Халликана, ей было 80 лет. Её похоронили в медресе аль-Сахибия.

## Семья
- Муж, Саадеддин Месуд[9]
- Муж, Музафферуддин Кёкбори[2].

- Дочь. Муж — Имадеддин Занги III.
- Дочь. Муж — Иззеддин Месуд II.

- Внук, Арслан-шах II.